# Ariana DeBose
Ariana DeBose (* 25. ledna 1991 Wilmington, Severní Karolína) je americká herečka, zpěvačka a tanečnice. Je držitelkou několika ocenění, včetně Oscara a Zlatého glóbu. Časopis Time ji v roce 2022 zařadil na seznam 100 nejvlivnějších lidí světa.
V roce 2009 se zúčastnila taneční soutěže So You Think You Can Dance. Účinkovala ve filmovém muzikálu The Prom (2020) stanice Netflix a komediálním seriálu Schmigadoon! (2021) stanice Apple TV+. Široké uznání získala za roli Anity v muzikálu West Side Story (2021) režiséra Stevena Spielberga. Za svůj výkon získala Oscara za nejlepší ženský herecký výkon ve vedlejší roli, čímž se stala první otevřeně queer ženou jiné než bílé barvy pleti, která získala Oscara v herecké kategorii.

## Životopis
Narodila se 25. ledna 1991 v Severní Karolíně. Její matka Gina pracuje jako učitelka na střední škole. DeBose studovala tanec v CC & Co. Dance Complexu v Raleighu, hlavním městě Severní Karolíny. Její otec je afro-portorického původu, její matka je běloška.
V roce 2009 soutěžila v televizní soutěži So You Think You Can Dance, v níž postoupila mezi 20 nejlepších tanečníků. Poté se objevila v seriálu One Life to Live a ztvárnila Inez v muzikálu Hairspray v uvedení North Carolina Theatre. V roce 2011 se dostala na Broadway a ztvárnila roli Nauticy v muzikálu Bring It On. Kromě roli Nauticy sloužila také jako understudy k postavě Danielle. O dva roky později ztvárnila Mary Wilson v broadwayském muzikálu Motown a stala se též understudy pro roli Diany Ross. Poté z muzikálu odešla a zahrála si Eponinu v regionálním uvedení Bídníků. V roce 2014 se na Broadway vrátila, zahrála si v muzikálu Pippin.
V roce 2015 si zahrála Bullet („Střelu“) v company muzikálu Hamilton. Za svůj taneční výkon byla nominována na cenu Astaire Award. V roce 2016 z muzikálu odešla, objevila se v hostující roli v seriálu Spravedlnost v krvi a ztvárnila Daphne v thrilleru Seaside. V roce 2017 ztvárnila Jane v broadwayském muzikálu A Bronx Tale. O rok později ztvárnila Disco Donnu v muzikálu Summer: The Donna Summer Musical. Za svůj výkon získala nominaci na cenu Tony v kategorii nejlepší herečka ve vedlejší roli v muzikálu.
V roce 2020 ztvárnila Alyssu Green ve filmovém muzikálu The Prom. O rok později si zahrála Anitu ve filmu West Side Story podle stejnojmenného muzikálu. Za roli Anity získala Zlatý glóbus pro nejlepší herečku ve vedlejší roli a následně také Oscara v totožné kategorii.

## Filmografie

### Film
| Rok  | Název           | Role               | Poznámky                                          |
| ---- | --------------- | ------------------ | ------------------------------------------------- |
| 2018 | Seaside         | Daphne             |                                                   |
| 2020 | Hamilton        | Company/The Bullet | zfilmovaný broadwayský muzikál, verze z roku 2016 |
| 2020 | The Prom        | Alyssa Greene      |                                                   |
| 2021 | West Side Story | Anita              |                                                   |

### Televize
| Rok  | Název               | Role         | Poznámky                     |
| ---- | ------------------- | ------------ | ---------------------------- |
| 2016 | Spravedlnost v krvi | Sophia Ortiz | díl: „Cesta do pekel“        |
| 2016 | Hamilton's America  | ona sama     | televizní dokumentární pořad |

## Divadelní role
| Rok  | Název                            | Role                                          | Poznámky                |
| ---- | -------------------------------- | --------------------------------------------- | ----------------------- |
| 2011 | Bring It On                      | Nautica, Danielle (understudy)                | Alliance Theatre        |
| 2011 | Bring It On                      | Nautica, Danielle (understudy)                | národní turné           |
| 2012 | Bring It On                      | Nautica, Danielle (understudy)                | St. James Theatre       |
| 2013 | Motown: The Musical              | Company, Mary Wilson, Diana Ross (understudy) | Lunt-Fontanne Theatre   |
| 2014 | Pippin                           | hlavní hráčka (understudy, poté záskok)       | Music Box Theatre       |
| 2015 | Hamilton: An American Musical    | Company (The Bullet)                          | The Public Theater      |
| 2015 | Hamilton: An American Musical    | Company (The Bullet)                          | Richard Rodgers Theatre |
| 2016 | A Bronx Tale                     | Jane                                          | Longacre Theatre        |
| 2017 | Summer: The Donna Summer Musical | Disco Donna                                   | La Jolla Playhouse      |
| 2018 | Summer: The Donna Summer Musical | Disco Donna                                   | Lunt-Fontanne Theatre   |

## Ocenění a nominace
| Rok  | Ocenění             | Kategorie                                    | Nominovaná práce                 | Výsledek |
| ---- | ------------------- | -------------------------------------------- | -------------------------------- | -------- |
| 2018 | Drama League Awards | Vynikající jevištní výkon                    | Summer: The Donna Summer Musical | nominace |
| 2018 | Cena Tony           | Nejlepší herečka ve vedlejší roli v muzikálu | Summer: The Donna Summer Musical | nominace |